# Murallas de Palma

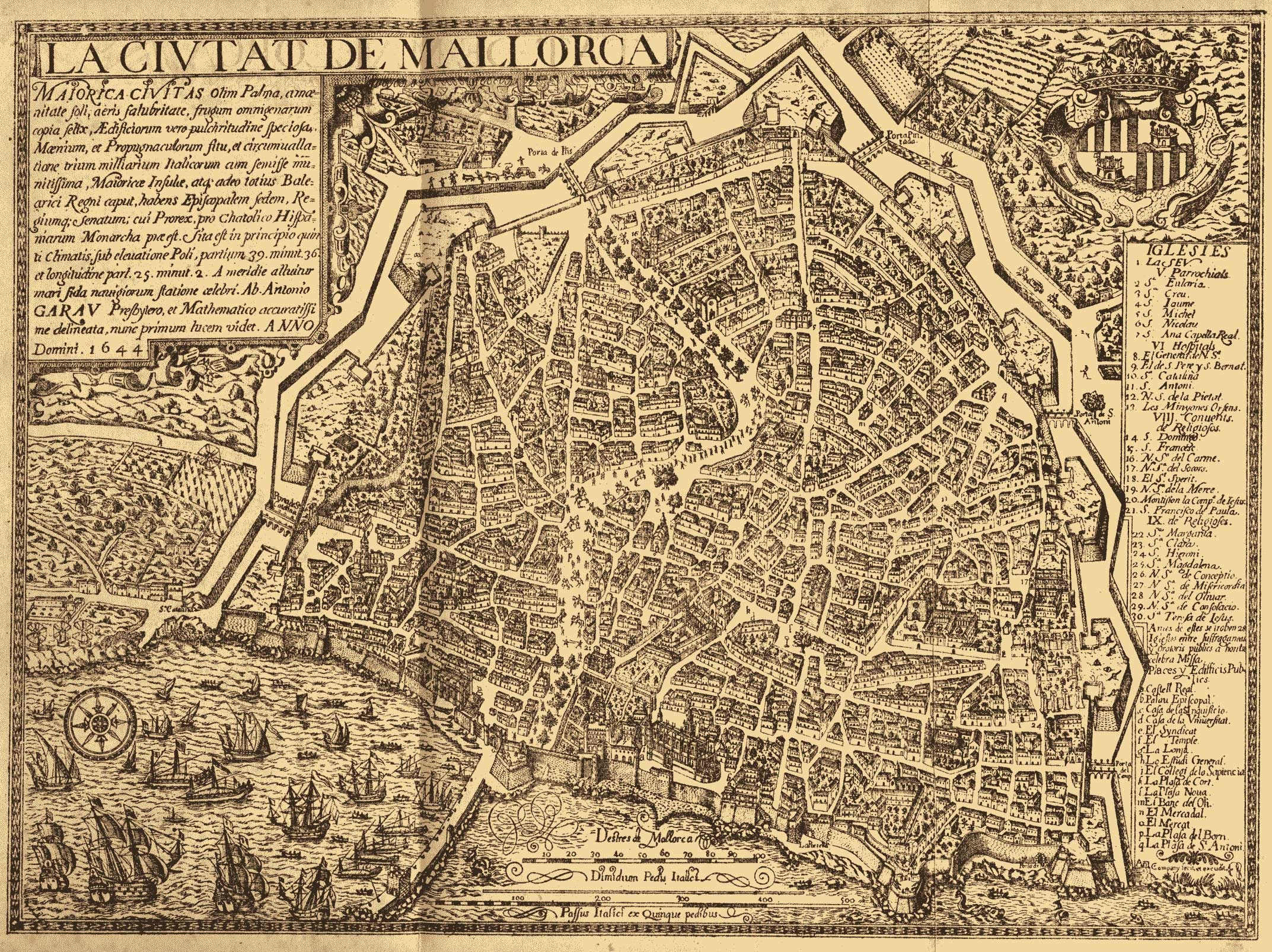
Mapa de 1644, donde se muestra el recinto amurallado

Las murallas de Palma, actualmente derruidas de forma parcial, fueron un conjunto de torres y baluartes unidos por un sistema de murallas, que rodeó la ciudad de Palma, que llegó a su esplendor durante el Medievo. Se calcula que las murallas medievales se finalizaron en el año 1115 por los árabes establecidos en la ciudad, sobre la antigua base romana. A lo largo de la historia estas murallas han sido reconstruidas hasta un total de cinco veces. El lienzo delante de la lonja se derribó en 1873 para facilitar la salida al mar a los pescadores. En 1902 se aprobó el derribo de todo el recinto según el Plan Calvet, derribo que se prolongó hasta la década de 1930.

## Primer recinto romano

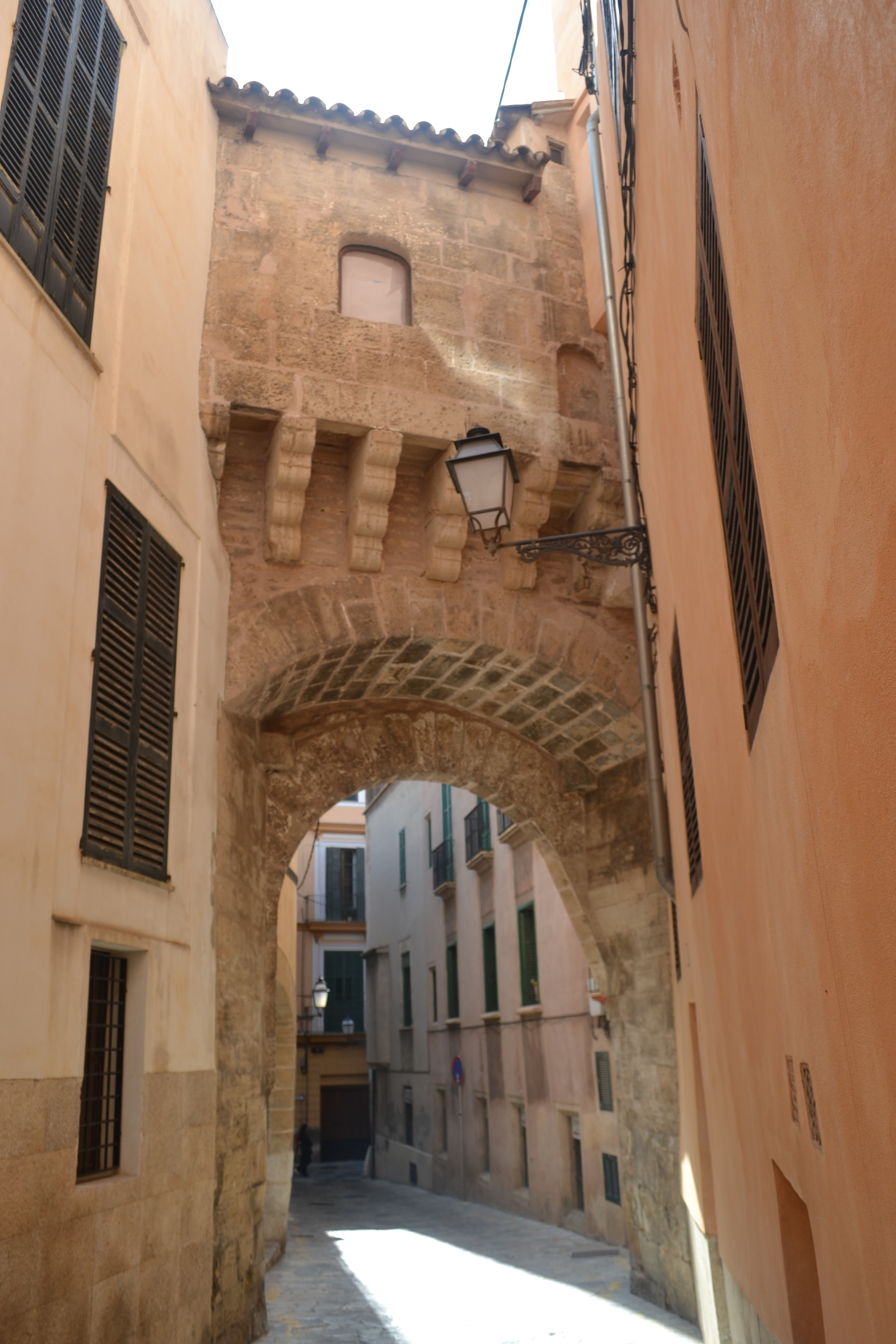
Arco de la Almudaina, conocido como arco árabe, actualmente remodelado, que formaba parte del antiguo recinto romano. Se pueden distinguir diferentes elementos no propios de la arquitectura antigua romana.

La ciudad de Palma fue fundada en el año 123 a. C. por el cónsul romano Quinto Cecilio Metelo, elegida por ser un punto estratégico. Se construyó una pequeña ciudadela donde ahora se encuentra La Almudaina Real. Las murallas medievales proceden de este primer residuo que se levantó en el siglo II a. C. Se reconocían varios muros: el muro del Mirador, el que separa los edificios de las calles Zanglada y de Morey, el arco de La Almudaina; antigua Porta Oriental, aún conservado, el que rodea la manzana del Ayuntamiento, el que recorría la calle Victoria hasta la Torre de les Hores, la de la calle Conquistador y la de la costa de la Seu. El interior de la muralla romana estuvo habitado hasta el siglo VI. Se desconoce la existencia de habitantes entre los siglos VII y IX.
La llegada en el siglo X de un colectivo árabe procedente del norte de África supuso la renovación de estas infraestructuras. Los muros de la ciudad se expandieron y muchos arcos romanos, como el de la Almudaina, fueron continuamente reconstruidos y remodelados. La existencia de un teatro romano ha sido debatida entre los historiadores. Si se estuviera en lo cierto, el mismo teatro formaría parte de la muralla que, posteriormente formó parte del primer bastión concebido durante el Medievo. De esta misma forma, se pueden encontrar huellas de esta fachada en los estableciomientos adyacentes al Born, que aquel entonces daba al mar. Este hecho reafirmaría la hipótesis de la presencia de un teatro romano abierto, al estilo de otras ciudades como Tárraco.
Se considera que la base romana de la ciudad fue lo que estableció la construcción de nuevas estructuras árabes y cristianas al largo de la historia. La Catedral, un claro ejemplo, fue edificada sobre una antigua mezquita y esta sobre otro templo romano. Los puntos compartidos por ambas murallas fueron, extrañamente pocos, ya que la extralimitación de la muralla medieval fue más ambiciosa que la romana y abarcaba un amplio terreno de mapa. Es quizás, el único punto en común, la fachada interior de uno de los bastiones portuarios que llegó hasta el Palacio Episcopal.

## Expansión árabe

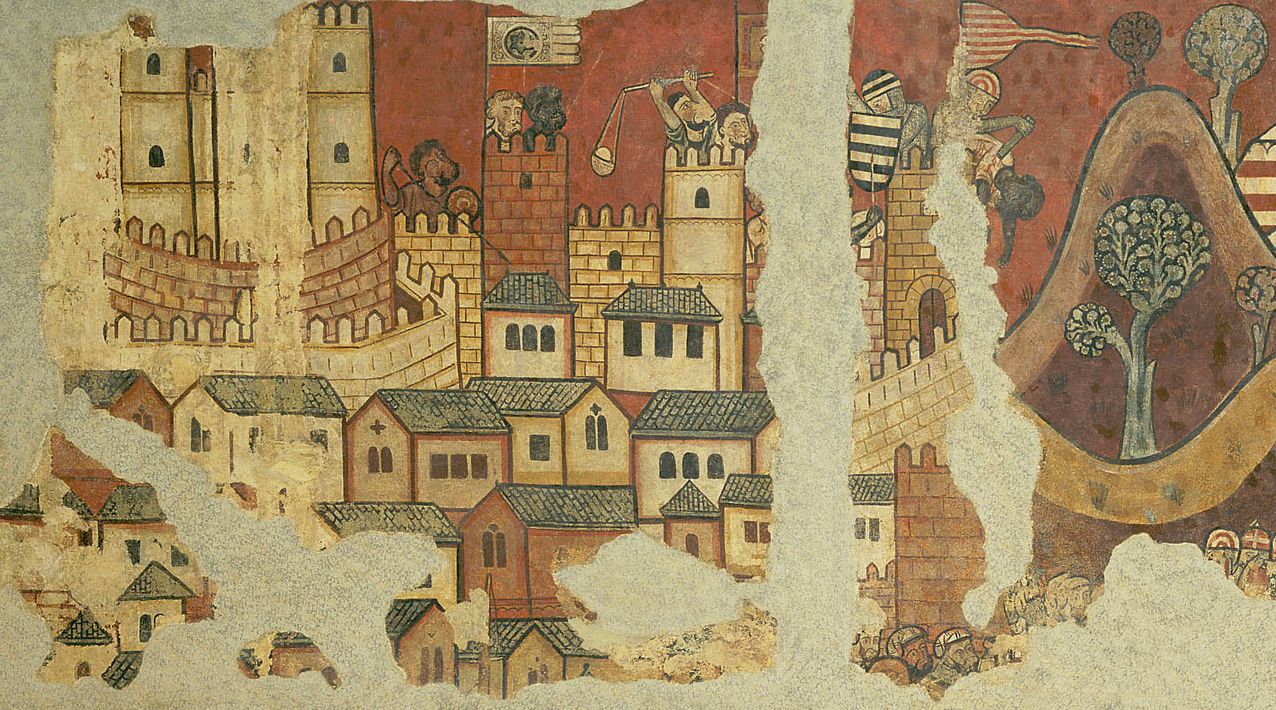
Detalle de las murallas árabes durante el asedio de 1229

El año 903, Issam al-Khawlaní es nombrado primer valí de las islas y se inicia una nueva remodelación de la ciudad, que empujará al derribo o expansión de las antiguas murallas romanas y la creación de bastiones de estilo árabe a lo largo de la costa. La creación del alcázar de la Almudaina impulsó al soberano taifa Nasir al-Dawla a crear unas fortificaciones férreas que defendieran la ciudad de los ataques bizantinos y piratas, así como de las expediciones aragonesas y pisanas. Aunque es cierto que esta fase de la muralla ha sido la que con peor conservación ha perdurado, aún es posible encontrar arcos o rastros de arquitectura árabe en las calles y jardines -que constituían el 20% del recinto- de Palma, en las que predominan los restos de arcos apuntados en las zonas del centro.

## Reconstrucción medieval
El recinto medieval es junto, al renacentista, el más completo y el que mejor se ha conservado a lo largo de la historia. Está compuesto por diversas torres, entre ellas, el pequeño baluarte de Santa Catalina en la fachada oeste. Se comenzó a reedificar posiblemente a finales del siglo XIII, con la intención de reforzar las defensas musulmanas, por lo que se dejaron intactas algunas construcciones y bastiones de época anterior que daban al mar y suponían una labor mayor. Al proveer de un proyecto de reformas a las murallas, muchos puntos de esta quedaron desequilibrados, como el terraplén de la Puerta de Santa Catalina. 